# Jauhienij Jelezaranka
Jauhienij Alaksandrawicz Jelezaranka (biał. Яўгеній Аляксандравіч Елезаранка, ros. Евгений Александрович Елезаренко, Jewgienij Aleksandrowicz Jelezarienko; ur. 4 lipca 1993 w Osipowiczach) – białoruski piłkarz występujący na pozycji środkowego pomocnika w białoruskim klubie FK Osipowicze. Były młodzieżowy Białorusi. Wychowanek Suworawieca Mińsk i Dynamy Mińsk.

## Sukcesy

### Klubowe
Szachcior Soligorsk
- Wicemistrz Białorusi: 2016